# 대한민국 형사소송법 제27조
대한민국 형사소송법 제27조는 법인과 소송행위의 대표에 대한 형사소송법의 조문이다.

## 조문
제27조(법인과 소송행위의 대표) ① 피고인 또는 피의자가 법인인 때에는 그 대표자가 소송행위를 대표한다.
②수인이 공동하여 법인을 대표하는 경우에도 소송행위에 관하여는 각자가 대표한다.

第27條(法人과 訴訟行爲의 代表) ① 被告人 또는 被疑者가 法人인 때에는 그 代表者가 訴訟行爲를 代表한다.
②數人이 共同하여 法人을 代表하는 境遇에도 訴訟行爲에 關하여는 各自가 代表한다.

## 판례
청산등기가 경료되었다 하더라도 그 피고사건이 종결되기까지는 회사의 청산사무는 종료되지 아니하고 형사소송법상 당사자능력도 그대로 존속한다

## 참고 문헌
- 손동권 신이철, 새로운 형사소송법(초판, 2013), 세창, 2013. ISBN 9788984114081

## 같이 보기
- 대한민국 형사소송법 제320조
- 관할
- 토지관할